# Twenties
Twenties est une série télévisée américaine en 18 épisodes de 23 minutes créée par Lena Waithe et diffusée entre le 4 mars 2020 et le 15 décembre 2021 sur BET.
Cette série est inédite dans tous les pays francophones.

## Synopsis
L'intrigue est semi-autobiographique et suit « une fille noire queer, Hattie, et ses deux meilleures amies hétéros, Marie et Nia, qui passent la plupart de leurs journées à parler 'ish' et à courir après leurs rêves ».

## Distribution
Acteurs principaux
- Jonica T. Gibbs : Hattie, jeune femme queer aspirant à être scénariste
- Christina Elmore : Marie, meilleure amie d'Hattie et directrice d'un studio de télévision
- Gabrielle Graham (en) : Nia, meilleure amie d'Hattie et prof de yoga
- Sophina Brown : Ida B, la patronne d'Hattie
- Big Sean : Tristan, le béguin de Nia

Invités
- Rick Fox
- Iman Shumpert
- Kym Whitley (en) : La mère d'Hattie

## Production
Développement
Lena Waithe a écrit la série lorsqu'elle était dans la vingtaine, basée sur son expérience de Los Angeles lorsqu'elle y a déménagé pour la première fois. Elle demande à Susan Fales-Hill de l'aider à produire la série, qui était initialement en pourparlers pour être produite par BET. Elle atterri par la suite à Hulu, avant d'être finalement reprise par BET. C'est la première série de la chaîne à se centrer sur un personnage principal queer.
Le 15 avril 2019, BET annonce avoir commandé la série en huit épisodes.
La série est renouvelée pour une deuxième saison le 26 juin 2020,.

## Épisodes

### Première saison (2020)
| Épisode | Titre                             | Réalisateur     | Scénariste              | Diffusion originale |
| ------- | --------------------------------- | --------------- | ----------------------- | ------------------- |
| 1       | Pilot                             | Justin Tipping  | Lena Waithe             | 4 mars 2020         |
| 2       | I've Got the World on A String    | Tiffany Johnson | Lena Waithe             | 4 mars 2020         |
| 3       | Happy Place                       | Tiffany Johnson | Daniel Willis           | 11 mars 2020        |
| 4       | You Know How I Like It            | Juel Taylor     | Kimiko Matsuda-Lawrence | 18 mars 2020        |
| 5       | Ain't Nothing Like The Real Thing | Juel Taylor     | Naomi Iwamoto           | 25 mars 2020        |
| 6       | Redemption Song                   | Justin Tipping  | Keli Goff               | 1er avril 2020      |
| 7       | What Would Todd Do?               | Justin Tipping  | Patricia I. Lloyd       | 8 avril 2020        |
| 8       | Living the Dream                  | Justin Tipping  | Azie Dungey             | 15 avril 2020       |

### Deuxième saison (2021)
Elle est diffusée depuis le 13 octobre 2021.
1. One Night Only?
2. Special Delivery
3. Killing Me Softly with His Song
4. Everything
5. Cop or Drop?
6. Epiphany
7. Dancing in the Moonlight
8. New Beginnings
9. Everything I Wanted
10. How Do You Feel?

## Réception
Selon l'agrégateur Metacritic, Twenties a reçu des « critiques généralement favorables », où la série a obtenu un score de 73/100.